# Gregorio Peces-Barba del Brío
Gregorio Peces-Barba del Brío (Madrid, 3 de abril de 1912-ibíd., 30 de abril de 1997) fue un abogado y político socialista español, padre del que fuera presidente del Congreso de los Diputados y rector de la Universidad Carlos III, Gregorio Peces-Barba.

## Biografía
Licenciado en Derecho por la Universidad Central de Madrid en 1934, ese mismo año se incorporó al Partido Socialista Obrero Español (PSOE) desde su militancia en la Unión General de Trabajadores (UGT). Leal al gobierno republicano durante la Guerra Civil, fue fiscal en las audiencias de Valencia y Madrid, capitán auditor del ejército y presidente del tribunal del IV Cuerpo del Ejército republicano. También fue fiscal especial en el caso de la desaparición de Andrés Nin. Dos años después de finalizar la guerra fue detenido, juzgado y condenado a muerte, pero el mismo año la pena le fue conmutada por cadena perpetua. En 1944 fue trasladado a trabajar en las obras de construcción del Valle de los Caídos. Puesto en libertad provisional en 1945, fue readmitido al año siguiente en el Colegio de Abogados de Madrid. En las primeras elecciones democráticas de 1977 fue elegido senador en la candidatura del PSOE por la provincia de Toledo, cargo en el que permaneció hasta 1979 y donde presidió por un tiempo la Comisión de Justicia e Interior.
Vicedecano del Colegio de Abogados madrileño y vicepresidente del Círculo de Bellas Artes, en 1984 fue nombrado miembro permanente del Consejo de Estado. Reconocido jurista, especialista en derecho administrativo, electoral, civil y mercantil, fue autor de un buen número de artículos académicos y de varias obras jurídicas como Ley de reforma agraria (1932) y Legislación electoral (1933); coautor de distintos tratados sobre legislación de enjuiciamiento criminal y legislación penal, entre otros, con Mariano Granados (1934) y de estudios sobre legislación mercantil, administrativa, de propiedad horizontal y arrendamientos urbanos, en coautoría con otros juristas como Inocencio Sánchez Navarro (1948-1964).